# Loligo
Genre
Loligo est un genre de calmars, de la famille des Loliginidae.
Il contient notamment le calmar commun (Loligo vulgaris), espèce très consommée par l'Homme.

## Liste des espèces
| Selon World Register of Marine Species (17 février 2016) : - Loligo forbesii Steenstrup, 1857 -- encornet veiné (Atlantique est et Méditerranée) - Loligo reynaudii d'Orbigny, 1841 -- chokka (Afrique australe) - Loligo vulgaris Lamarck, 1798 -- calmar commun (Atlantique et Méditerranée) - Loligo aspera Ortmann, 1888 (nomen dubium) - Loligo bartlingii Lesueur, 1821 (nomen dubium) - Loligo bouyeri Crosse & Fischer, 1862 (nomen dubium) - Loligo felina Blainville, 1823 (nomen dubium) - Loligo laticeps Owen, 1835 (nomen dubium) - Loligo plagioptera Souleyet, 1852 (taxon inquirendum) - Loligo spectrum Pfeffer, 1884 (nomen dubium) - Loligo uncinata Quoy & Gaimard, 1825 (nomen dubium) | Selon ITIS (17 février 2016) : - Loligo bleekeri Keferstein, 1866 - Loligo forbesii Steenstrup, 1856 - Loligo gahi Orbigny, 1835 in 1834-1847 - calmar de Patagonie - Loligo ocula Cohen, 1976 - Loligo opalescens Berry, 1911 - encornet de Californie - Loligo pealeii Lesueur, 1821 - calmar totam - Loligo pickfordi (Adam, 1954) - Loligo plei Blainville, 1823 - Loligo roperi Cohen, 1976 - Loligo sanpaulensis Brakoniecki, 1984 - Loligo surinamensis Voss, 1974 - Loligo vietnamensis Nguyen, 1994 - Loligo vulgaris Lamarck, 1798 - calmar commun |

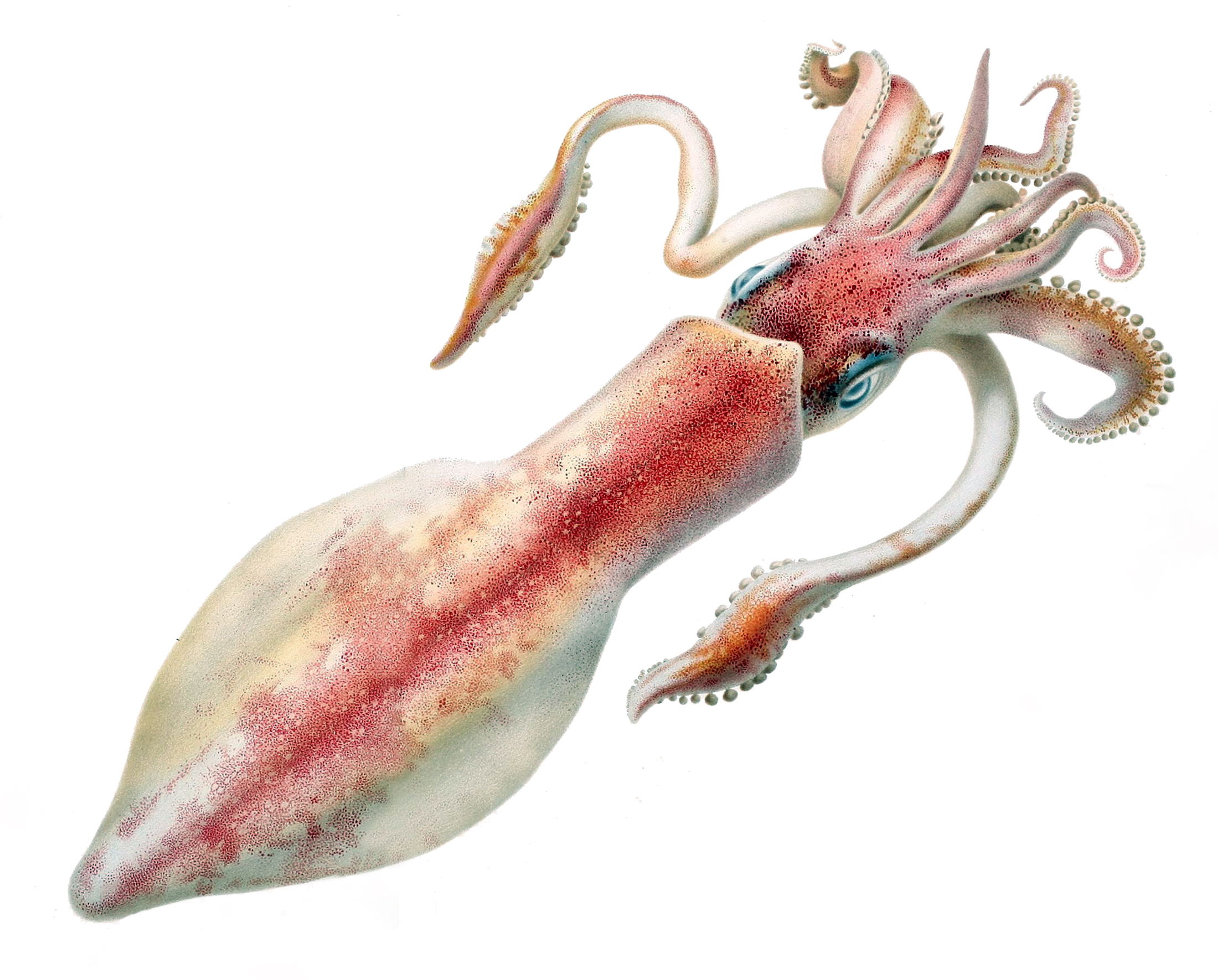
Loligo forbesii
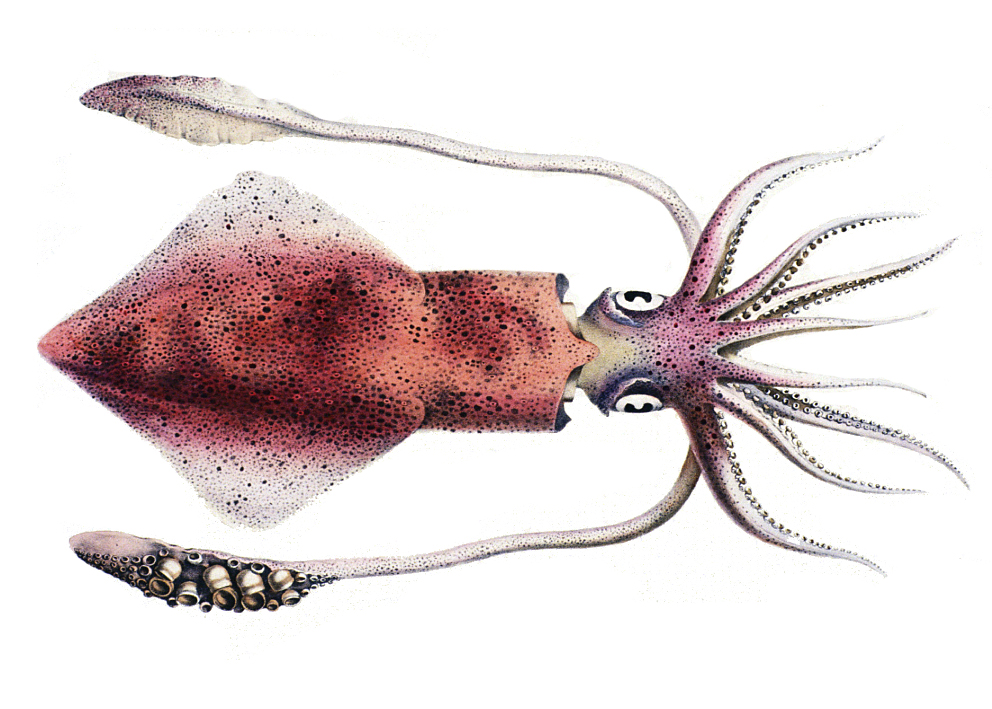
Loligo vulgaris
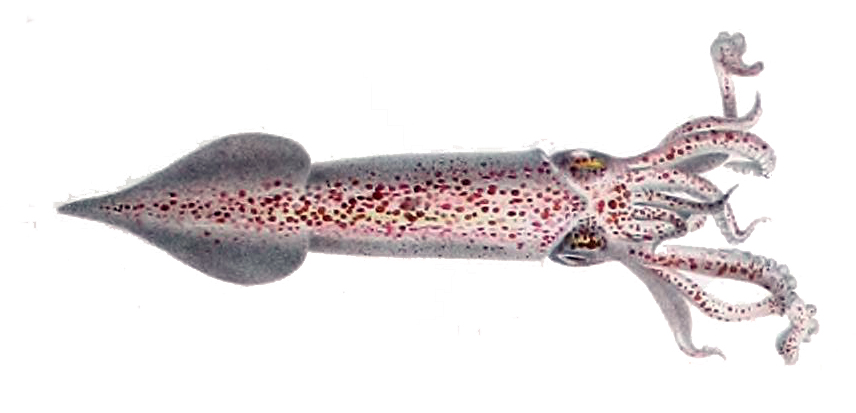
Loligo media (Alloteuthis media selon WoRMS)
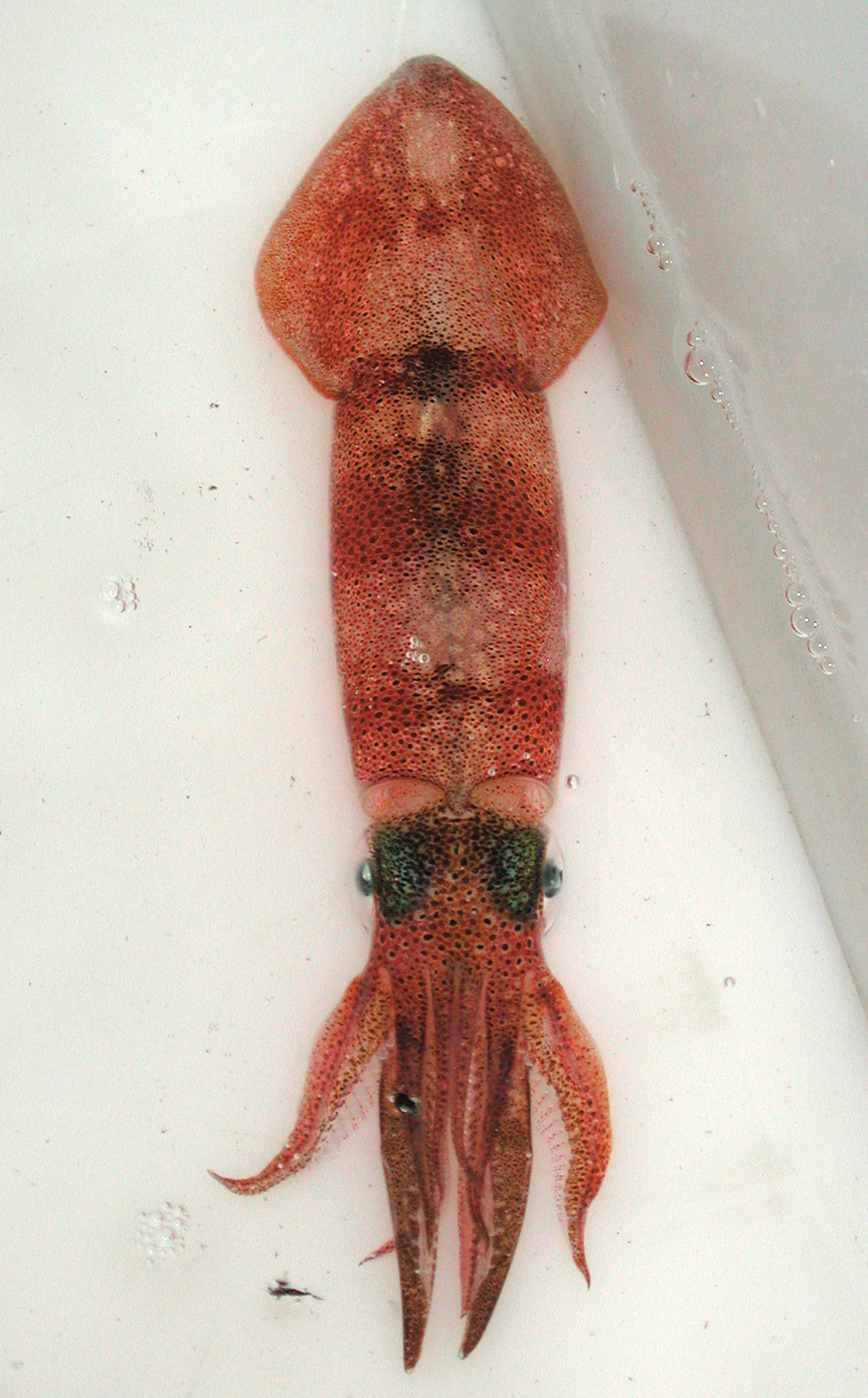
Loligo plei (Doryteuthis pleii selon WoRMS)